# Geraldo Assoviador
Geraldo Cleofas Dias Alves, más conocido por Geraldo (Barão de Cocais, 16 de abril de 1954 - Río de Janeiro, 26 de agosto de 1976) fue un futbolista brasileño. Se desempeñó como centrocampista en el Clube de Regatas do Flamengo y destacó por su habilidad con el balón y el regate. Llegó incluso a disputar siete partidos oficiales con la selección brasileña, entre ellos la Copa América 1975. Falleció a los 22 años por un choque anafiláctico tras una operación de amigdalitis.

## Biografía
Nació en Barão de Cocais, en una familia de clase trabajadora y con tradición futbolística. De los nueve hijos de la familia, cinco se convirtieron en jugadores profesionales. El más importante, Washington Alves, era defensa central del Flamengo desde 1969 y concertó una prueba para Geraldo, que fue aceptado en las categorías inferiores. Allí destacó y en 1973 debutó con el primer equipo en el campeonato nacional brasileño, aunque no se asentó en el primer equipo hasta 1974.
En el terreno de juego ocupó la demarcación de centrocampista derecho, con habilidad y un depurado estilo técnico. En los partidos oficiales se ganó el apodo de Geraldo Assoviador (silbador) por su carácter extrovertido, que le llevaba incluso a silbar canciones mientras regateaba a sus rivales. Su mejor amigo en la plantilla era Zico, con quien se quedaba después de los entrenamientos para practicar toques de balón sin dejarlo caer. Tan buena era su relación que visitaba con frecuencia a la familia Antunes.
Geraldo ganó un Trofeo Guanabara en 1973 y el Campeonato Carioca de 1974. Las actuaciones en ambos torneos le hicieron ganarse la titularidad y asumir el dorsal "8". El 30 de septiembre de 1975 debutó con la selección de fútbol de Brasil en un partido de la Copa América 1975 frente a Perú y repitió en siete ocasiones, entre ellas la consecución de la Copa del Atlántico 1976.
Falleció a los 22 años tras una operación de amigdalitis. Aunque la intervención salió como estaba previsto, el futbolista sufrió un choque anafiláctico por la anestesia local que le produjo un paro cardiorrespiratorio. Quedó descartada cualquier negligencia médica. El Flamengo decretó luto durante seis meses y organizó un torneo para ayudar económicamente a la familia, el Trofeo Geraldo Cleofas, en el que la entidad jugó contra la selección brasileña.
Es tío de Bruno Alves, hijo de su hermano Washington e internacional con Portugal.

## Clubes
| Club           | País   | Año       | Partidos | Goles |
| -------------- | ------ | --------- | -------- | ----- |
| C. R. Flamengo | Brasil | 1973-1976 | 169      | 13    |
|                |        | Total     | 169      | 13    |